# Paraepepeotes breuningi
Paraepepeotes breuningi es una especie de escarabajo longicornio del género Paraepepeotes, tribu Monochamini, subfamilia Lamiinae. Fue descrita científicamente por Pic en 1935.

## Descripción
Mide 20-27 milímetros de longitud.

## Distribución
Se distribuye por China, India, Laos, Birmania y Vietnam.